# Porcellio spinipes
Porcellio spinipes là một loài chân đều trong họ Porcellionidae. Loài này được Dollfus miêu tả khoa học năm 1893.